# Chiesa di Santa Maria della Carità (Venezia)

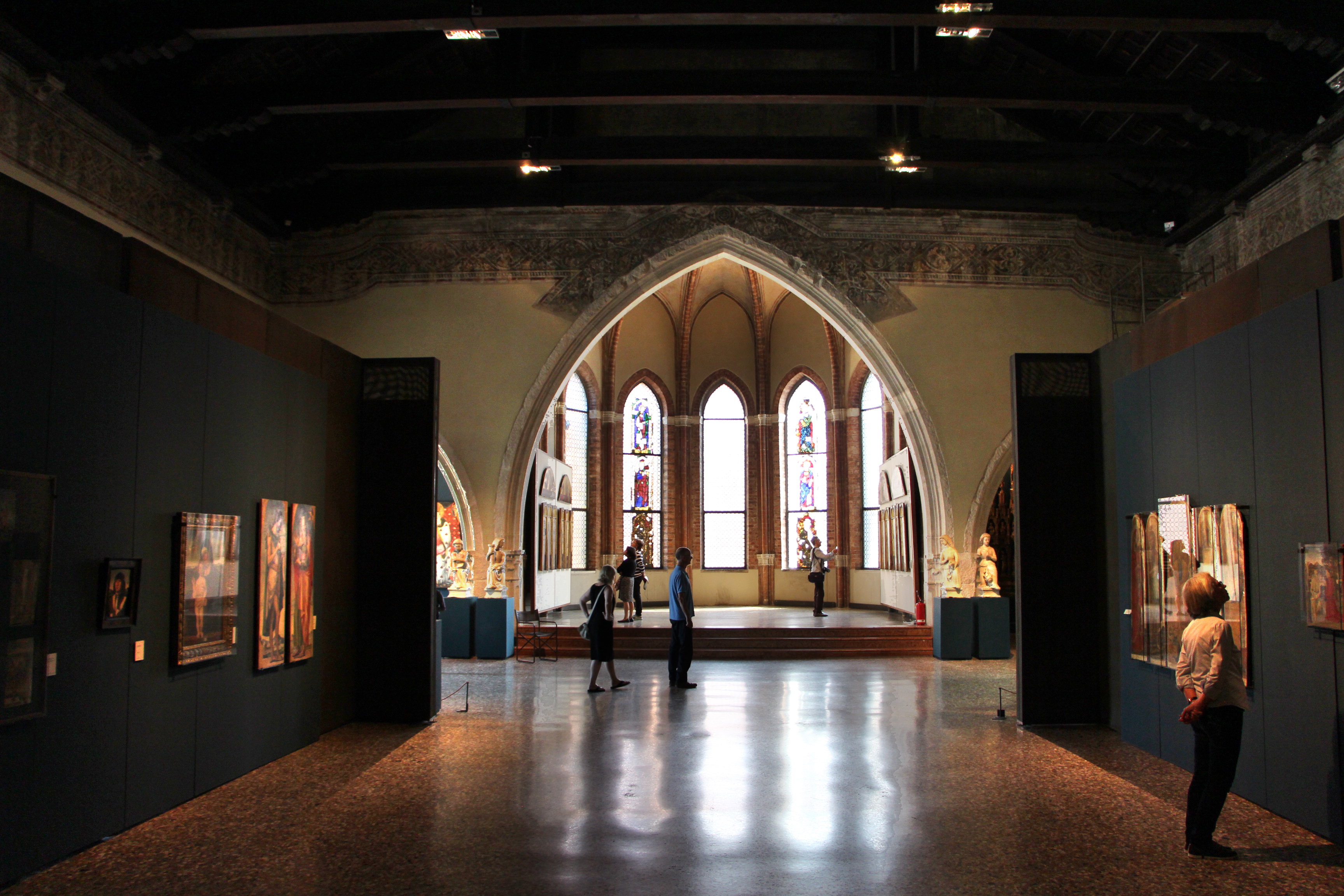
Interno

La chiesa di Santa Maria della Carità è un edificio religioso della città di Venezia, oggi sconsacrato, ubicato nel sestiere di Dorsoduro e facente parte del complesso del convento della Carità. Il complesso, per il quale Andrea Palladio nel 1560 circa elaborò un progetto rimasto in larga parte incompiuto, è stato inglobato nelle Gallerie dell'Accademia.

## Storia
La chiesa fu costruita nel XII secolo al posto di una più antica in legno, insieme al monastero dei canonici regolari ai quali fu affidata (affiliati alla congregazione di Santa Maria di Frigionaia dal 1414 e dal 1445 a quella lateranense). Grazie al sostegno del veneziano papa Eugenio IV, alla metà del XV secolo i religiosi poterono ricostruirla su un'architettura in stile gotico avvalendosi del lavoro di Bartolomeo Bon.
Nel XVI secolo Andrea Palladio avviò importanti lavori nel convento, ma nei secoli successivi il complesso andò progressivamente perdendo di importanza. Nel 1768 l'ordine dei canonici lateranensi fu soppresso e nel 1807 chiesa e convento, già in degrado, vennero destinati insieme alla sede dell'ex Scuola Grande ad ospitare l'Accademia di Belle Arti.

## Architettura
Le vedute di Canaletto mostrano un importante complesso in stile gotico, con il corpo dell'edificio parallelo al Canal Grande, la facciata rivolta verso il rio della Carità e le absidi poligonali, orientate verso levante, sopra il rio di Sant'Agnese. Entrambi questi rii furono interrati nel XIX secolo. La sommità della facciata era decorata da ghimberghe culminate da statue e ornate sui bordi da fiammeggiature fitomorfe a queste si alternavano quattro guglie a edicola ormai scomparse. Oggi rimangono  soltanto le arcate ogivali bordate da archetti pensili su cui erano impostate le ghimberghe. Anche il grande portale gotico ad arco inflesso, il rosone centrale e le alte finestre laterali sono stati rimossi e sostituiti con più semplici ampie finestre. Alla chiesa era accostato, ma staccato verso il canale, un imponente campanile gotico dall'alta cuspide a pigna impostata su di un tamburo ottagonale. Questa torre crollò nel 1744.

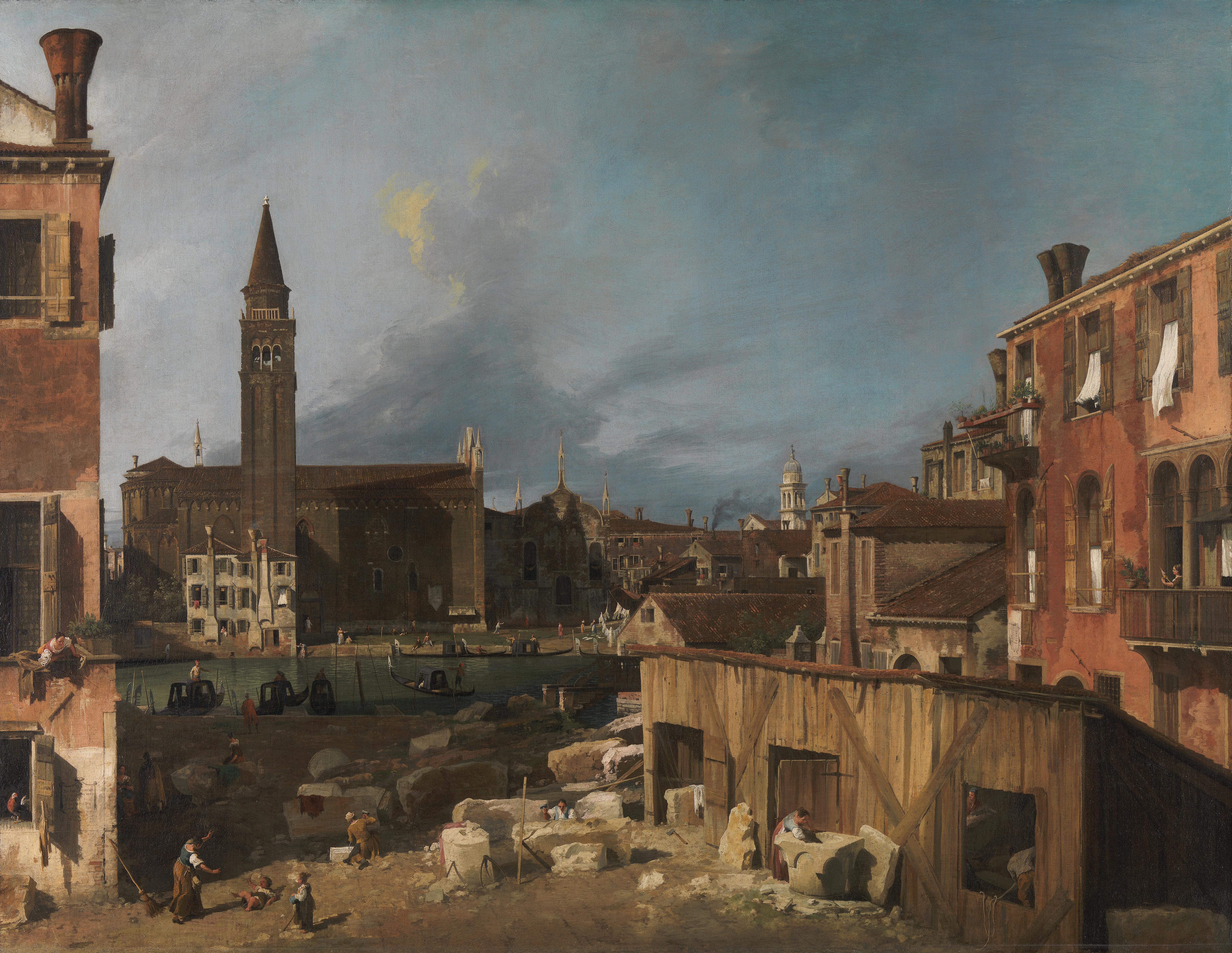
La chiesa di Santa Maria della Carità vista da San Vidal da una veduta del Canaletto
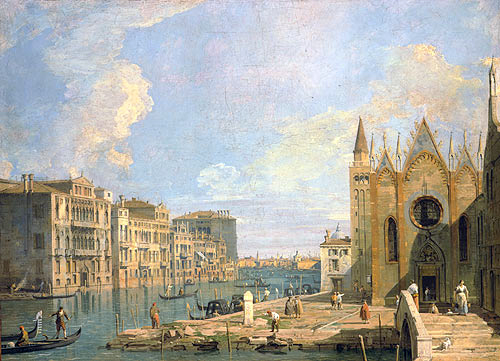
La facciata di Santa Maria della Carità da una veduta del Canaletto

## Interni originali
Prima della sconsacrazione e la divisione ottocentesca in due piani l'interno della chiesa conteneva numerose opere d'arte. Tra queste sono da ricordare in particolare alcune opere belliniane (i quattro trittici ora all'Accademia e la perduta pala di san Giovanni evangelista) e la Presentazione di Maria al tempio di Tiziano.

## Il progetto palladiano per il convento della Carità

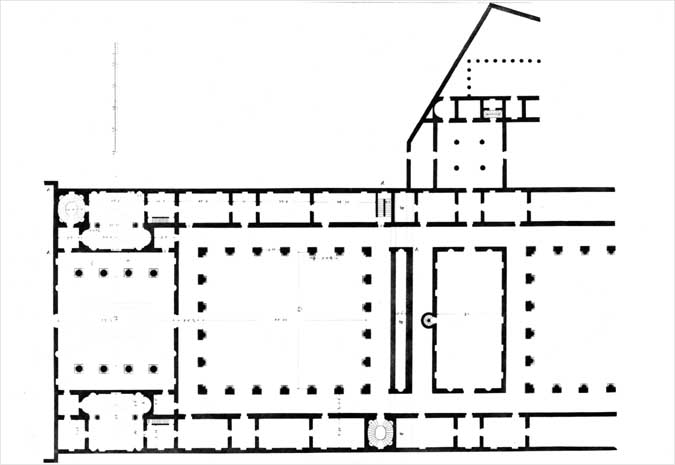
Pianta del convento (Ottavio Bertotti Scamozzi, 1783)

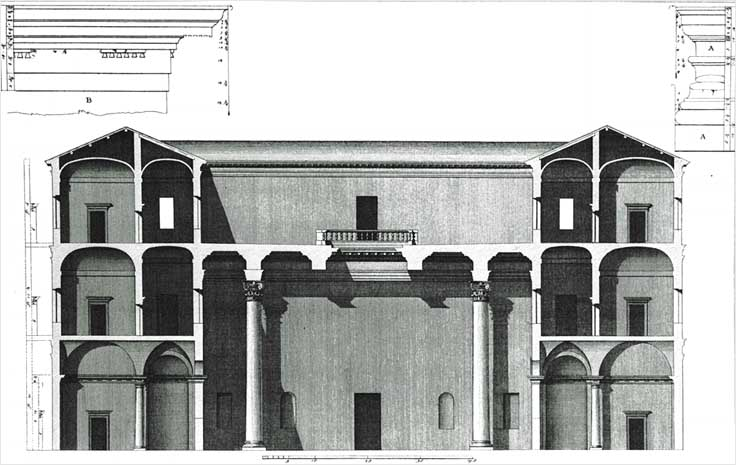
Sezione del convento (Ottavio Bertotti Scamozzi, 1783)

Tre anni dopo lo sfortunato esordio di San Pietro di Castello e pochi mesi dopo l'inizio del cantiere del refettorio di San Giorgio Maggiore, Palladio ebbe un'altra occasione di lavoro con una committenza ecclesiastica veneziana. Nel marzo del 1561 gli venne infatti pagato un modello per il convento dei Canonici Lateranensi nell'area di Santa Maria della Carità, a Dorsoduro. Per i religiosi Palladio elaborò un progetto grandioso, chiaramente ispirato ai suoi studi sulla casa degli antichi romani, con un atrio di monumentali colonne composite e due cortili separati da un refettorio. 
Dal 1569, tuttavia, l'ambizioso cantiere segnò il passo dopo la realizzazione del chiostro e dell'atrio; quest'ultimo distrutto da un incendio nel 1630. Per comprendere lo splendido frammento è necessario affidarsi, seppure con qualche cautela, alle illustrazioni dei Quattro libri dell'architettura (pubblicati da Palladio a Venezia nel 1570).
Il progetto per il convento della Carità — che colpì profondamente Giorgio Vasari in visita a Venezia nel 1566 — aveva come punti di riferimento le riflessioni palladiane sulle terme e soprattutto sulla casa degli antichi romani, studiata e ricostruita per l'edizione di Vitruvio del 1556.
Nella concezione palladiana la casa degli Antichi poteva essere infatti ricreata solamente in termini di una grande struttura organizzata (come un complesso monastico) o, in grado minore, di una dimora privata come palazzo Porto a Vicenza: qualcosa in effetti di molto lontano dalla realtà disorganica delle dimore romane antiche. Di questo progetto straordinario sono giunti sino a oggi sostanzialmente tre episodi architettonici: la scala ovata vuota nel mezzo, la sacrestia della chiesa modellata come un “tablino” della casa antica e la grande parete del chiostro a tre ordini sovrapposti.
Il tablino è senza dubbio uno dei più puri esempi di classicismo palladiano: le colonne libere e le terminazioni absidali furono probabilmente ispirate ai resti di camere simili localizzate intorno al frigidarium delle terme di Caracalla e usate da Palladio nella ricostruzione di altre terme.
Singolare è il contrasto cromatico fra gli elementi dell'ordine: il fregio lungo la parete, di colore rosso, si innesta su un settore di trabeazione in pietra bianca, a sua volta sostenuta da una colonna in marmo rosso.
La stessa accentuata bicromia si ritrova nella potente parete del chiostro a ordini sovrapposti che molto deve al cortile di palazzo Farnese a Roma. La tessitura muraria era realizzata con mattoni sagomati da lasciare in vista, protetti da una pittura rossa, mentre capitelli, basi e chiavi d’arco venivano realizzati in pietra bianca. Tale inedita libertà espressiva è una delle caratteristiche del Palladio della maturità, quando l'assimilazione dell'architettura romana antica è tale da concedergli la libertà di ricercare effetti insoliti, come sovrapporre un fregio corinzio con bucrani e festoni (sul modello del tempio di Vesta a Tivoli) all'ordine dorico del primo ordine del cortile

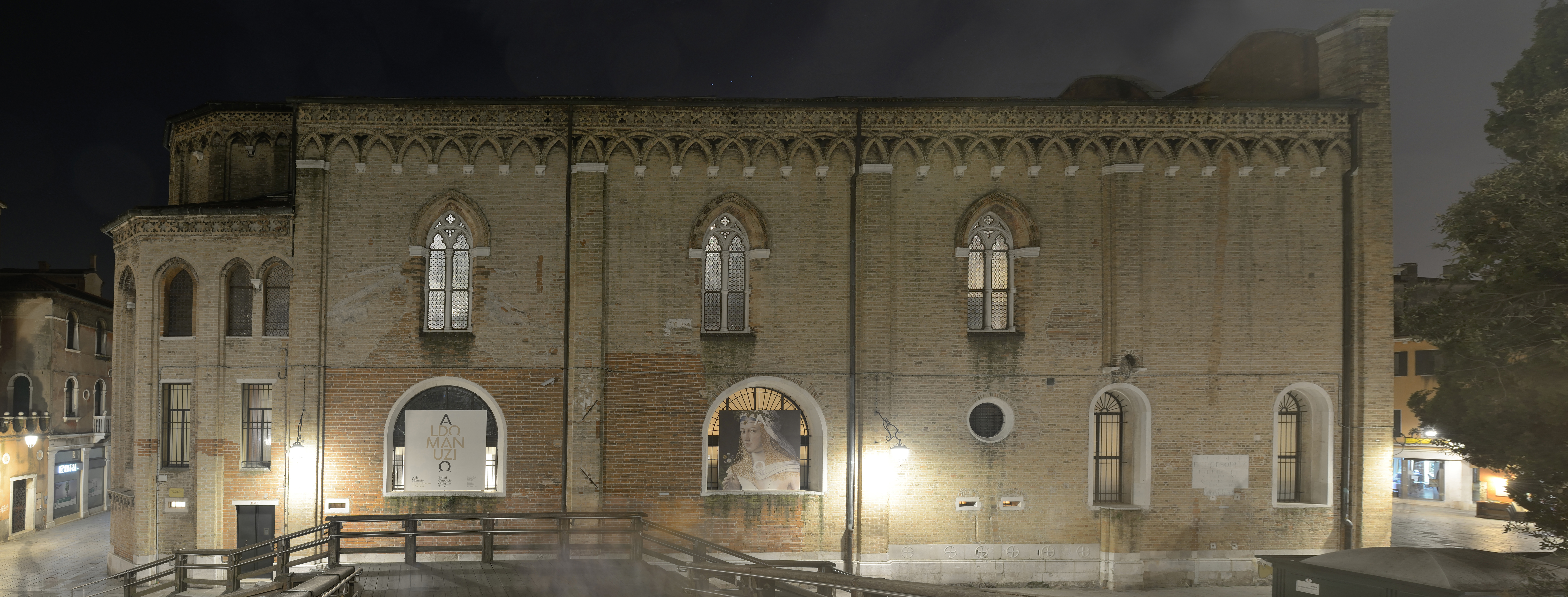
Vista notturna dal ponte dell'Accademia del lato nord della chiesa